# Хипотеза за ефикасния пазар
Хипотезата за ефикасния пазар (на английски: efficient-market hypothesis, EMH) е хипотеза, според която, всичката съществуваща информация незабавно и в пълна степен се отразява на пазарната курсова стойност на ценните книжа. Хипотезата за ефикасния пазар поддържа, че финансовите пазари са „информационно ефикасни“.
Хипотезата е за първи път изразена от Луи Башелие, френски математик, в дисертацията му от 1900 „Теория на спекулацията“.